# Warner Media
Warner Media, LLC (av företaget 
skrivet WarnerMedia, LLC; tidigare Time Warner, Inc.) är ett amerikanskt multinationellt massmediumföretag med cirka 25 000 anställda (2016), som bildades efter att Warner Communications och Time Inc. slogs ihop 1990. Till deras största dotterbolag hör HBO, New Line Cinema, Cartoon Network, Turner Broadcasting System och Warner Bros Entertainment. 
Tidigare har Warner Media också ägt America Online, Time Inc och Time Warner Cable.
I Sverige finns Warner Media representerat genom tv-kanalerna CNN, TCM, Boomerang och Cartoon Network.
Bolaget är det största av nuvarande (juli 2007) existerande fem konglomerat som tillsammans kontrollerar nästan all multimedia i västvärlden. De övriga fyra är Rupert Murdochs News Corporation, Walt Disney Company, Viacom och Vivendi SA.
Warner Media är baserade i New York och har sin huvudverksamhet inom film, television, utgivning, internetservice och telekommunikation. Huvudbolaget är inte representerat i Sverige utöver dotterbolagens verksamhet.